# Formula Renault 2000 Italia 2003
Formula Renault 2000 Italia 2003 var ett race som vanns av Franck Perera.

## Kalender
| Bana                         | Segrare Race 1    | Segrare Race 2    |
| ---------------------------- | ----------------- | ----------------- |
| ACI Vallelunga Circuit       | Esteban Guerrieri | Esteban Guerrieri |
| Autodromo dell'Umbria        | Franck Perera     | -                 |
| Circuit de Spa-Francorchamps | Ryan Sharp        | Esteban Guerrieri |
| A1-Ring                      | Kohei Hirate      | Franck Perera     |
| Misano World Circuit         | Toni Vilander     | Franck Perera     |
| Autodromo di Vairano         | Franck Perera     | -                 |
| Adria International Circuit  | Franck Perera     | -                 |
| Autodromo Nazionale Monza    | Esteban Guerrieri | -                 |

## Slutställning
| Plats | Förare            | Poäng |
| ----- | ----------------- | ----- |
| 1     | Franck Perera     | 242   |
| 2     | Esteban Guerrieri | 217   |
| 3     | Toni Vilander     | 205   |
| 4     | Roberto Streit    | 142   |
| 5     | Luigi Ferrara     | 125   |
| 6     | Ruben Carrapatoso | 120   |
| 7     | Pastor Maldonado  | 118   |
| 8     | Kohei Hirate      | 113   |